# تپه سر قلعه
تپه سر قلعه مربوط به سده‌های میانه دوران‌های تاریخی پس از اسلام است و در شهرستان زرندیه، شمال شهر مأمونیه واقع شده و این اثر در تاریخ ۲۶ اسفند ۱۳۸۶ با شمارهٔ ثبت ۲۲۰۶۶ به‌عنوان یکی از آثار ملی ایران به ثبت رسیده است.